# V.4
V.4 - to rekomendacja CCITT (obecnie ITU-T) zatytułowana: General structure of signals of International Alphabet No. 5 code for character oriented data transmission over public telephone networks co można przetłumaczyć jako: Ogólna struktura sygnału kodu Międzynarodowego Alfabetu Nr 5 dla transmisji danych typu znakowego przesyłanych przez publiczne sieci telefoniczne (PSTN) .
Rekomendacja ta została zatwierdzona w listopadzie 1988 roku.
Rekomendacja ta jest jedną z serii rekomendacji ogólnych (V.1-V.8bis) definiujących sposób kodowania, szybkość przesyłania symboli, poziomy mocy sygnałów i rodzaje protokołów używanych przez modemy pracujące na liniach telekomunikacyjnych.